# Enrico Tullio Liebman
Enrico Tullio Liebman (Leopoli, 14 gennaio 1903 – Milano, 8 settembre 1986) è stato un giurista italiano.

## Biografia
Nacque a Leopoli, allora parte dell'impero austro-ungarico, da famiglia triestina. Il padre, Roberto Liebman, alto funzionario delle Assicurazioni Generali, irredentista, allo scoppio della prima guerra mondiale si arruolò nell'esercito italiano e morì nel 1918 per l'esplosione di una bomba lanciata da un aereo austriaco sulla stazione di Mestre, lasciando moglie e tre figli. La famiglia si era nel frattempo trasferita a Roma, dove Liebman completò i propri studi, laureandosi nel 1925 in giurisprudenza all'università La Sapienza con Giuseppe Chiovenda, del quale fu allievo e assistente
Collaboratore, negli anni universitari, di Critica Sociale, una volta laureatosi iniziò la carriera universitaria sotto la guida dello stesso Chiovenda.
Fu dapprima professore incaricato di diritto processuale civile alla facoltà di giurisprudenza dell'Università di Sassari, ove ebbe come collega un altro illustre allievo di Giuseppe Chiovenda, Antonio Segni, che nel 1930 fu chiamato dall'ateneo turritano quale titolare della cattedra di diritto commerciale. Nel 1934 vinse il concorso a professore ordinario e fu chiamato ala facoltà di giurisprudenza dell'Università di Modena, passando successivamente all'Università di Parma
Nel 1938 avrebbe dovuto essere chiamato all'Università di Pavia. Ma nell'estate del 1938, poco prima dell'emanazione delle cosiddette leggi razziali approfittò di un viaggio di studio a Montevideo (Uruguay) per trasferirsi in America del Sud. Successivamente si trasferì a Rio de Janeiro, e nel 1940 a San Paolo (Brasile), dove fu titolare della cattedra di diritto processuale civile presso la facoltà di giurisprudenza dell'Università di San Paolo del Brasile, e dove ritrovò Tullio Ascarelli, antico compagno di studi romani, anch'egli emigrato per sfuggire alle persecuzioni razziali antiebraiche.
È considerato il fondatore della "Scuola processualistica di São Paulo" e, grazie all'opera del suo principale allievo, Alfredo Buzaid, futuro ministro della Giustizia e presidente del Supremo Tribunale Federale, O codigo Buzaid è il nome che, nella letteratura specialistica, viene attribuito al codice di procedura civile brasiliano del 1973 che ha seguito la teoria eclettica dell'azione e sofferto molte altre influenze della dottrina italiana di Liebman.
Rientrato in Italia nel 1945, poté finalmente prendere possesso della cattedra di diritto processuale civile dell'Università degli Studi di Pavia. Successivamente insegnò la stessa materia all'Università di Torino e poi, dopo un interregno nel corso del quale tornò a insegnare a Pavia, chiuse la sua carriera accademica all'Università di Milano. Collocato fuori ruolo nel 1973, fu eletto professore emerito.
Autore di numerosi scritti in materia giuridica, tra cui un fortunato manuale di diritto processuale civile in due volumi, fondatore, insieme ad altri giuristi, de Il Foro Padano nel 1946 e direttore dal 1966 della Rivista di diritto processuale, fondata da Giuseppe Chiovenda, Piero Calamandrei e Francesco Carnelutti, morì a Milano l'8 settembre 1986. Tra i suoi allievi, Virginio Rognoni.

## Il "progetto Liebman"
Il 6 ottobre 1973 il ministro di Grazia e Giustizia Mario Zagari costituì una commissione incaricata di formulare proposte per la riforma del processo civile. Nel 1975 i compiti della commissione furono estesi dal successore di Zagari, Oronzo Reale. La commissione era suddivisa in due sottocommissioni, una delle quali, presieduta da Liebman, era incaricata di redigere il libro del codice relativo al processo di cognizione. Il dibattito sorto sul risultato dei lavori di questa sottocommissione (il "progetto Liebman") indusse il successivo ministro di Grazia e Giustizia, Francesco Paolo Bonifacio, a emanare il decreto del 6 dicembre 1978 con il quale fu insediata una nuova commissione, anch'essa suddivisa in due sottocommissini, una delle quali presieduta da Liebman. Il compito della commissione consisteva nella stesura di un disegno di legge delega al governo per l'emanazione di un nuovo codice di procedura civile in sostituzione di quello del 1942. La commissione lavorò per oltre due anni, e da questi lavori derivò in gran parte il disegno di legge delega approvato dal Consiglio dei ministri l'8 maggio 1981 e quasi immediatamente trasmesso al Senato dal guardasigilli Adolfo Sarti. L'esame del disegno di legge fu interrotto a causa della fine anticipata della legislatura. Il medesimo testo venne ripresentato dal ministro di Grazia e Giustizia Mino Martinazzoli all'inizio della legislatura successiva, ma non ebbe migliore fortuna.